# Sherlock Holmes versus Jack the Ripper
Sherlock Holmes versus Jack the Ripper (с англ. — «Шерлок Холмс против Джека Потрошителя») — компьютерная игра в жанре квеста, разработанная студией Frogwares. Пятая (не считая переизданий) игра в серии компьютерных игр о Шерлоке Холмсе от Frogwares.

## Сюжет
Лондон, 1888 год. Волна жестоких убийств держит в ужасе весь город. В районе Уайтчепел была убита молодая проститутка Полли. На следующий день о происшествии стали писать в газетах. Шерлок Холмс и доктор Ватсон, узнав об этом, начинают собственное расследование.
1 сентября они прибывают в Уайтчепел и начинают расследование. Они расспрашивают прохожих о том, что те видели и слышали. Район мрачный и старый, что очень сильно не нравится Ватсону. В то же время Джек Потрошитель не останавливается на третьем убийстве и продолжает терроризировать Лондон.

## Игровой процесс
Игровой процесс представляет собой трехмерный квест с видом от первого либо третьего лица, в котором нужно поочерёдно играть то за Шерлока Холмса, то за доктора Ватсона. Игрок разведывает игровой мир, общается с персонажами и решает головоломки.

## Озвучивание
- Рик Симмондс (Rick Simmonds) — Шерлок Холмс
- Дэвид Райли (David Riley) — доктор Ватсон

## Локализации
В России игра должна была издаваться компанией CP Digital еще в 2009 году; издатель заказал локализацию компании Lazy Games, которая работала и над предыдущими частями. Локализация была выполнена, однако CP Digital заморозила издание игры, и в конечном итоге, отказалась от игр в целом.. В конечном итоге, русская версия игры появилась только в октябре 2012 года, на платформе Steam. Шерлока Холмса озвучил Борис Репетур, доктора Ватсона — Никита Прозоровский.

## Отзывы
| Сводный рейтинг | Сводный рейтинг | Сводный рейтинг |
| Издание         | Оценка          | Оценка          |
| Издание         | PC              | Xbox 360        |
| --------------- | --------------- | --------------- |
| GameRankings    | 71,94 %         | 63,09 %         |